# The Magnificent Magical Magnet of Santa Mesa
The Magnificent Magical Magnet of Santa Mesa è un film per la televisione statunitense del 1977 diretto da Hy Averback.
È un film commedia a sfondo fantascientifico con protagonisti Michael Burns, Dick Blasucci e Jane Connell.

## Produzione
Il film, diretto da Hy Averback su una sceneggiatura di Dee Caruso e Gerald Gardner, fu prodotto da Hy Averback e Jim Brown per la David Gerber Productions e la Columbia Pictures Television

## Distribuzione
Il film fu trasmesso negli Stati Uniti il 19 giugno 1977 sulla rete televisiva NBC. È conosciuto anche con il titolo The Adventures of Freddy.

## Critica
Secondo MyMovies (Fantafilm) il film insiste troppo sulla figura dello scienziato geniale ma "stravagante" che si fa abbindolare da loschi figuri. Anche se conseguì un discreto successo, il film risulta comunque "poco interessante sotto il profilo artistico".